# Злочини усташа у котаревима Кореница и Удбина
Злочини усташа у котаревима Кореница и Удбина представљају пример злочина и геноцидних радњи над српским становништвом у Лици које је спроводио усташки режим Независне Државе Хрватске, током Другог светског рата.
Усташе су спроводиле злочине над становништвом свих сеоских насеља у котару Кореница и котару Удбина, која су била настањена српским становништвом.
Подручје ова два котара је после Другог светског рата интегрисано у оквир општине Титова Кореница.
Током Другог светског рата забележено је 1.456 палих бораца Народноослободилачког рата, затим 3.193 жртава фашистичког терора и 1.750 умрлих од тифуса, са подручја котара Кореница и котара Удбина, што укупно чини 6.399 лица. Од 3.193 жртава фашистичког терора 3.141 су лица српске и 51 лице хрватске националности. Велик број умрлих од тифуса последица је чињенице да је становништво услед офанзива фашистичких снага био принуђено да живи у збеговима.
Усташе су одговорне за директну смрт 2.566 лица и заједно са Немцима и Италијанима за додатне 73 жртве, али треба указати и да је велика смртност од тифуса између осталог последица оружаних акција снага НДХ.

## Нумеричко одређење броја страдалих
Подаци о броју страдалих становника котара Кореница и котара Удбина 1941-1945. публиковани су у зборнику Котар Кореница и котар Удбина у НОР-у и социјалистичкој изградњи (Карловац, 1979) у издању Хисторијског архива Карловац под уредништвом историчара Ђуре Затезала.
Укупан број страдалих
- 6.399

Врста страдања
- жртве фашистичког терора 3.193
- пали борци НОВЈ 1.456
- умрли од тифуса 1.750

Највише губитака (преко 100) имала су следећа сеоска насеља:
| - Јошан 437 - Жељава 306 - Бунић 289 - Личко Петрово Село 278 - Решетар 253 - Висућ 242 - Крбавица 234 - Трнавац 193 - Мекињар 188 - Арапов Дол 180 - Момић 168 - Доњи Ваганац 167 | - Дебело Брдо 166 - Средња Гора 147 - Сврачково Село 141 - Михаљевац 120 - Курјак 118 - Пећане 117 - Хомољац 116 - Грабушић 114 - Ново Село Кореничко 110 - Козјан 107 - Шаламунић 105 - Врановача 102 |

У селима која су имала највећи број страдалих зебележени су најмасовнији усташки злочини, нарочито 1941-1942: Јошан, Жељава, Бунић, Личко Петрово Село, Решетар, Висућ, итд.
Родна структура жртава фашистичког терора
- мушкарци 2.142
- жене 1.051

Старосна структура жртава фашистичког терора
- деца (до 15 година) 592
- 16-50 година 1.646
- 51 и даље 955

Етничка структура жртава фашистичког терора
- Срби 3.141
- Хрвати 51

Извршиоци злочина над жртвама фашистичког терора
- усташе 2.566
- усташе и Немци 56
- усташе и Италијани 17
- Немци 136
- Италијани 290
- Мађари 3
- четници са Немцима и Италијанима 10
- смрт од бомбардовања, мина, смрзавања у збегу, итд. 115

Година смрти жртава фашистичког терора
- 1941: 1.429
- 1942: 778
- 1943: 348
- 1944: 341
- 1945: 297

Јачањем партизанског покрета, из године у годину, смањивала са мугућност усташама и окупатору да наносе људске губитке цивилном становништву два котара. 
Дизањем устанка 27. јула 1941. осујећен је наставак масовних покоља и хапшења локалног становништва који су били нарочито интензивни током јула 1941. године.
У првој етапи усташког терора, од почетка маја до 27. јула 1941, на подручју ова два котара убијено је до 1.000 људи.
Многи локални становници са подручја општине Кореница страдали су у логору Јадовно. Поименице су познати подаци за 513 лица српске националности са овог подручја који су у лето 1941. убијени у логорима Госпић и Јадовно.
Међу покољима у лето 1941, непосредно након 27. јула 1941, истичу се покољи над становништвом Личког Петровог Села, Жељаве, Решетара, Горњег Ваганца, који су се одиграли последњих дана јула 1941. Крајем јула и у првим данима августа 1941. истичу се покољи над становништвом села Комић и Бунић.
У селу Бунић, у згради жандармеријске станице, усташе су 26. јула 1941. масакрирале 80 житеља, међу којима неколико десетина становника села Љубово покрај Бунића. Ускоро је почетком августа уследио и злочин на православном гробљу у истом селу када је убијено неколико десетина људи.

## Примери масовних злочина усташа над локалним становништвом

### Покољ над становништвом општине Личко Петрово Село
Покољ над становништвом сеоске општине Личко Петрово Село у најинтензивнијем облику догодио се 27. јула 1941. када је у седам села ове општине, укључујући Личко Петрово Село, Жељаву, Решетар, похапшено 313 мушкараца и одвежено камионима и на бруталан начин побијено у Гаравицама покрај Бихаћа. Убијени мушкарци су се одазвали позиву усташких власти на јавне радове и похватани су на превару. Након овог покоља локално становништво се више није одазивало лажним позивима на јавне радове, поготово с обзиром да почетком августа 1941. на подручју котара Кореница избија народни устанак који ће ускоро попримити карактер партизанског рата.
Покољ у овој сеоској општини карактеристичан је по непосредном одвођењу ухапшеника на стратиште, и разликује се од претходне праксе која је најчешће подразумевала одвођење у затворе или логор Јадовно и потоњу ликвидацију. Након овог покоља, на подручју котара Кореница и котара Удбина усташе врше непосредне злочине на лицу места, без обзира на пол и узраст.

### Покољ над становништвом села Јошан
Усташки покољ над становништвом села Јошан покрај Удбине, догодио се у другој половини септембта 1942. Према подацима историчара Гојка Везмара, усташе су у овом селу 28. септембра 1942. убиле 211 лица, махом жена, деце и стараца, док је село спаљено.
Према подацима историчара Ђуре Затезала, покољ у селу Јошан имао је две етапе. Најпре су 19. септембра 1942. усташе убили клањем и спаљивањем у кућама и стајама 289 житеља села Јошан. Потом су 29. септембра исте године убили још 49 житеља, што укупно чини 338 цивилних лица. Према његовим подацима "неколико дјевојака и њихових мајки су усташе повезале жицом око стогова сијена, силовали па запалили“.

### Покољ над становништвом села Висућ
Усташки покољ над становништвом села Висућ покрај Удбине, догодио се 3. децембра 1942. Тога дана усташе су у овом селу убиле 85 лица, укључујући и 17 становника села Јошан који су се склонили у Висућ након покоља у њиховом селу и спаљивања њихових кућа.